# گنجشک توکویو
گنجشک توکویو (نام علمی: Arremonops tocuyensis) نام گونه‌ای از تیره زردپره‌ایان است.